# Martin Boucar Tine
Martin Boucar Tine SSS (ur. 16 września 1966 w Koudiadiène) – senegalski duchowny rzymskokatolicki, od 2018 biskup Kaolack. 

## Życiorys
Święcenia kapłańskie przyjął 6 lipca 1996 w Zgromadzeniu Najśw. Sakramentu. Był m.in. dyrektorem zakonnych ośrodków formacyjnych, przełożonym senegalskiej prowincji, a także radnym i wikariuszem generalnym eucharystów.
25 lipca 2018 papież Franciszek mianował go biskupem Kaolack. Sakry udzielił mu 24 listopada 2018 nuncjusz apostolski w Senegalu - arcybiskup Michael Banach.